# Theodor Mommsen
Christian Matthias Theodor Mommsen (30 tháng 11 năm 1817 – 1 tháng 11 năm 1903) là nhà sử học, nhà văn Đức đoạt giải Nobel Văn học năm 1902.

## Tiểu sử

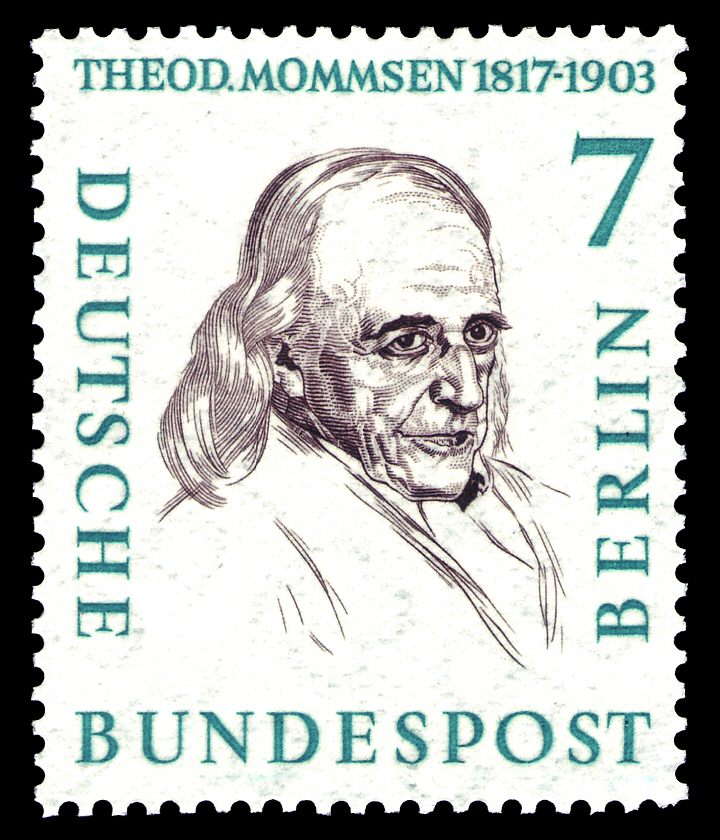
Theodor Mommsen, năm 1900

Christian Matthias Theodor Mommsen sinh ở Garding, Schleswig. Từ năm 1838 đến năm 1843 học Đại học Kiel (Holsteil). Thời gian này ông ở chung với em trai và một người bạn. Tập thơ đầu tiên là Liederbuch dreier Freunde (Tập bài ca của ba người bạn). Được các giáo sư ủng hộ, Mommsen nhận học bổng sang Ý ba năm (1844-1847), là đại diện của Viện Hàn lâm Khoa học Berlin tại Pháp và Ý, nghiên cứu sách chép tay và văn bản, thu thập tài liệu cho công trình quan trọng Bộ tuyển văn bia Latin gồm 16 tập (in từ năm 1863 đến 1936). Về Đức năm 1848, ông trở thành giáo sư Luật tại Đại học Leipzig, nhưng năm 1850 bị sa thải vì tham gia cuộc Cách mạng 1848-1849. Những năm 1852-1854 ông giảng dạy tại Đại học Zürich, 1854-1858 tại Đại học Breslau; sau 1858 đến cuối đời là giáo sư, chủ nhiệm khoa Lịch sử Cổ đại của Đại học Berlin. Ông là thư ký thường trực Viện Hàn lâm Khoa học và Nghệ thuật Phổ. Trong thập niên 1870, Mommsen là thành viên tích cực và sáng giá của Quốc hội Phổ, là người kịch liệt chống đối đường lối đối nội của thủ tướng Otto von Bismarck. Năm 1854, ông cưới vợ là con gái một nhà buôn sách, có 16 người con.
Theodor Mommsen đã viết một khối lượng tác phẩm khổng lồ (danh mục các công trình lớn nhỏ của ông lên đến con số 1513), đã cách mạng hóa việc nghiên cứu lịch sử La Mã, đặt nền móng cho việc nghiên cứu một cách có hệ thống chế độ quyền lực, kinh tế và tài chính của nhà nước La Mã. Công trình lớn nhất của ông là bộ Lịch sử La Mã, bắt đầu viết từ năm 1852, 3 tập đầu in trong các năm 1854, 1855, 1856, bao trùm lịch sử La Mã từ khởi thủy đến năm 46 TCN, khi Caesar đánh tan quân đội Nguyên Lão Viện ở Bắc Phi; tập 4 dự định viết về các hoàng đế La Mã, nhưng không được hoàn thành và xuất bản; còn năm 1885 ông in tập 5 của bộ sách là Die provinzen, von Caesar bis Diocletian (Các tỉnh thành La Mã, từ Caesar đến Diocletian).
Trong những năm đầu thế kỉ 20, nhà văn số một được đề cử tranh giải Nobel Văn học là Lev Nikolayevich Tolstoy, nhưng do Ủy ban Nobel không chấp nhận một số quan điểm của nhà văn Nga vĩ đại này nên quyết định mở rộng phạm vi xét giải sang các tác phẩm lịch sử, kết quả là nhà sử học 85 tuổi Theodor Mommsen được nhận vinh dự này. Một năm sau đó ông qua đời.

## Tác phẩm
- Liederbuch dreier Freunde (Tập bài ca của ba người bạn, 1843)
- De collegns et sodaliciis Romanorum (Các hội và hội đoàn La Mã, 1843), khảo luận
- Römische Geschichte (Lịch sử La Mã, 3 tập, 1854-1856)
- Corpus inscriptionum Latinarum (Bộ tuyển văn bia Latinh, 1863-1936)
- Römisches Staatsrecht (Luật pháp nhà nước La Mã, 3 tập, 1871-1888)
- Römisches Strafrecht (Luật hình sự La Mã, 1899)
- Die provinzen, von Caesar bis Diocletian (Các tỉnh thành La Mã, từ Caesar đến Diocletianus, 1885), tập 5 của bộ Lịch sử La Mã